# 1819
Portal Geschichte | Portal Biografien | Aktuelle Ereignisse | Jahreskalender | Tagesartikel

◄ |
18. Jahrhundert |
19. Jahrhundert
| 20. Jahrhundert | ►

◄ |
1780er |
1790er |
1800er |
1810er
| 1820er | 1830er | 1840er | ►

◄◄ |
◄ |
1815 |
1816 |
1817 |
1818 |
1819
| 1820 | 1821 | 1822 | 1823 | ► | ►►
Staatsoberhäupter  · Nekrolog   · Musikjahr
| Januar | Januar | Januar | Januar | Januar | Januar | Januar | Januar |
| Kw     | Mo     | Di     | Mi     | Do     | Fr     | Sa     | So     |
| ------ | ------ | ------ | ------ | ------ | ------ | ------ | ------ |
| 53     |        |        |        |        | 1      | 2      | 3      |
| 1      | 4      | 5      | 6      | 7      | 8      | 9      | 10     |
| 2      | 11     | 12     | 13     | 14     | 15     | 16     | 17     |
| 3      | 18     | 19     | 20     | 21     | 22     | 23     | 24     |
| 4      | 25     | 26     | 27     | 28     | 29     | 30     | 31     |

| Februar | Februar | Februar | Februar | Februar | Februar | Februar | Februar |
| Kw      | Mo      | Di      | Mi      | Do      | Fr      | Sa      | So      |
| ------- | ------- | ------- | ------- | ------- | ------- | ------- | ------- |
| 5       | 1       | 2       | 3       | 4       | 5       | 6       | 7       |
| 6       | 8       | 9       | 10      | 11      | 12      | 13      | 14      |
| 7       | 15      | 16      | 17      | 18      | 19      | 20      | 21      |
| 8       | 22      | 23      | 24      | 25      | 26      | 27      | 28      |

| März | März | März | März | März | März | März | März |
| Kw   | Mo   | Di   | Mi   | Do   | Fr   | Sa   | So   |
| ---- | ---- | ---- | ---- | ---- | ---- | ---- | ---- |
| 9    | 1    | 2    | 3    | 4    | 5    | 6    | 7    |
| 10   | 8    | 9    | 10   | 11   | 12   | 13   | 14   |
| 11   | 15   | 16   | 17   | 18   | 19   | 20   | 21   |
| 12   | 22   | 23   | 24   | 25   | 26   | 27   | 28   |
| 13   | 29   | 30   | 31   |      |      |      |      |

| April | April | April | April | April | April | April | April |
| Kw    | Mo    | Di    | Mi    | Do    | Fr    | Sa    | So    |
| ----- | ----- | ----- | ----- | ----- | ----- | ----- | ----- |
| 13    |       |       |       | 1     | 2     | 3     | 4     |
| 14    | 5     | 6     | 7     | 8     | 9     | 10    | 11    |
| 15    | 12    | 13    | 14    | 15    | 16    | 17    | 18    |
| 16    | 19    | 20    | 21    | 22    | 23    | 24    | 25    |
| 17    | 26    | 27    | 28    | 29    | 30    |       |       |

| Mai | Mai | Mai | Mai | Mai | Mai | Mai | Mai |
| Kw  | Mo  | Di  | Mi  | Do  | Fr  | Sa  | So  |
| --- | --- | --- | --- | --- | --- | --- | --- |
| 17  |     |     |     |     |     | 1   | 2   |
| 18  | 3   | 4   | 5   | 6   | 7   | 8   | 9   |
| 19  | 10  | 11  | 12  | 13  | 14  | 15  | 16  |
| 20  | 17  | 18  | 19  | 20  | 21  | 22  | 23  |
| 21  | 24  | 25  | 26  | 27  | 28  | 29  | 30  |
| 22  | 31  |     |     |     |     |     |     |

| Juni | Juni | Juni | Juni | Juni | Juni | Juni | Juni |
| Kw   | Mo   | Di   | Mi   | Do   | Fr   | Sa   | So   |
| ---- | ---- | ---- | ---- | ---- | ---- | ---- | ---- |
| 22   |      | 1    | 2    | 3    | 4    | 5    | 6    |
| 23   | 7    | 8    | 9    | 10   | 11   | 12   | 13   |
| 24   | 14   | 15   | 16   | 17   | 18   | 19   | 20   |
| 25   | 21   | 22   | 23   | 24   | 25   | 26   | 27   |
| 26   | 28   | 29   | 30   |      |      |      |      |

| Juli | Juli | Juli | Juli | Juli | Juli | Juli | Juli |
| Kw   | Mo   | Di   | Mi   | Do   | Fr   | Sa   | So   |
| ---- | ---- | ---- | ---- | ---- | ---- | ---- | ---- |
| 26   |      |      |      | 1    | 2    | 3    | 4    |
| 27   | 5    | 6    | 7    | 8    | 9    | 10   | 11   |
| 28   | 12   | 13   | 14   | 15   | 16   | 17   | 18   |
| 29   | 19   | 20   | 21   | 22   | 23   | 24   | 25   |
| 30   | 26   | 27   | 28   | 29   | 30   | 31   |      |

| August | August | August | August | August | August | August | August |
| Kw     | Mo     | Di     | Mi     | Do     | Fr     | Sa     | So     |
| ------ | ------ | ------ | ------ | ------ | ------ | ------ | ------ |
| 30     |        |        |        |        |        |        | 1      |
| 31     | 2      | 3      | 4      | 5      | 6      | 7      | 8      |
| 32     | 9      | 10     | 11     | 12     | 13     | 14     | 15     |
| 33     | 16     | 17     | 18     | 19     | 20     | 21     | 22     |
| 34     | 23     | 24     | 25     | 26     | 27     | 28     | 29     |
| 35     | 30     | 31     |        |        |        |        |        |

| September | September | September | September | September | September | September | September |
| Kw        | Mo        | Di        | Mi        | Do        | Fr        | Sa        | So        |
| --------- | --------- | --------- | --------- | --------- | --------- | --------- | --------- |
| 35        |           |           | 1         | 2         | 3         | 4         | 5         |
| 36        | 6         | 7         | 8         | 9         | 10        | 11        | 12        |
| 37        | 13        | 14        | 15        | 16        | 17        | 18        | 19        |
| 38        | 20        | 21        | 22        | 23        | 24        | 25        | 26        |
| 39        | 27        | 28        | 29        | 30        |           |           |           |

| Oktober | Oktober | Oktober | Oktober | Oktober | Oktober | Oktober | Oktober |
| Kw      | Mo      | Di      | Mi      | Do      | Fr      | Sa      | So      |
| ------- | ------- | ------- | ------- | ------- | ------- | ------- | ------- |
| 39      |         |         |         |         | 1       | 2       | 3       |
| 40      | 4       | 5       | 6       | 7       | 8       | 9       | 10      |
| 41      | 11      | 12      | 13      | 14      | 15      | 16      | 17      |
| 42      | 18      | 19      | 20      | 21      | 22      | 23      | 24      |
| 43      | 25      | 26      | 27      | 28      | 29      | 30      | 31      |

| November | November | November | November | November | November | November | November |
| Kw       | Mo       | Di       | Mi       | Do       | Fr       | Sa       | So       |
| -------- | -------- | -------- | -------- | -------- | -------- | -------- | -------- |
| 44       | 1        | 2        | 3        | 4        | 5        | 6        | 7        |
| 45       | 8        | 9        | 10       | 11       | 12       | 13       | 14       |
| 46       | 15       | 16       | 17       | 18       | 19       | 20       | 21       |
| 47       | 22       | 23       | 24       | 25       | 26       | 27       | 28       |
| 48       | 29       | 30       |          |          |          |          |          |

| Dezember | Dezember | Dezember | Dezember | Dezember | Dezember | Dezember | Dezember |
| Kw       | Mo       | Di       | Mi       | Do       | Fr       | Sa       | So       |
| -------- | -------- | -------- | -------- | -------- | -------- | -------- | -------- |
| 48       |          |          | 1        | 2        | 3        | 4        | 5        |
| 49       | 6        | 7        | 8        | 9        | 10       | 11       | 12       |
| 50       | 13       | 14       | 15       | 16       | 17       | 18       | 19       |
| 51       | 20       | 21       | 22       | 23       | 24       | 25       | 26       |
| 52       | 27       | 28       | 29       | 30       | 31       |          |          |

| Januar | Januar | Januar | Januar | Januar | Januar | Januar | Januar |
| Kw     | Mo     | Di     | Mi     | Do     | Fr     | Sa     | So     |
| ------ | ------ | ------ | ------ | ------ | ------ | ------ | ------ |
| 53     |        |        |        |        | 1      | 2      | 3      |
| 1      | 4      | 5      | 6      | 7      | 8      | 9      | 10     |
| 2      | 11     | 12     | 13     | 14     | 15     | 16     | 17     |
| 3      | 18     | 19     | 20     | 21     | 22     | 23     | 24     |
| 4      | 25     | 26     | 27     | 28     | 29     | 30     | 31     |

| Februar | Februar | Februar | Februar | Februar | Februar | Februar | Februar |
| Kw      | Mo      | Di      | Mi      | Do      | Fr      | Sa      | So      |
| ------- | ------- | ------- | ------- | ------- | ------- | ------- | ------- |
| 5       | 1       | 2       | 3       | 4       | 5       | 6       | 7       |
| 6       | 8       | 9       | 10      | 11      | 12      | 13      | 14      |
| 7       | 15      | 16      | 17      | 18      | 19      | 20      | 21      |
| 8       | 22      | 23      | 24      | 25      | 26      | 27      | 28      |

| März | März | März | März | März | März | März | März |
| Kw   | Mo   | Di   | Mi   | Do   | Fr   | Sa   | So   |
| ---- | ---- | ---- | ---- | ---- | ---- | ---- | ---- |
| 9    | 1    | 2    | 3    | 4    | 5    | 6    | 7    |
| 10   | 8    | 9    | 10   | 11   | 12   | 13   | 14   |
| 11   | 15   | 16   | 17   | 18   | 19   | 20   | 21   |
| 12   | 22   | 23   | 24   | 25   | 26   | 27   | 28   |
| 13   | 29   | 30   | 31   |      |      |      |      |

| April | April | April | April | April | April | April | April |
| Kw    | Mo    | Di    | Mi    | Do    | Fr    | Sa    | So    |
| ----- | ----- | ----- | ----- | ----- | ----- | ----- | ----- |
| 13    |       |       |       | 1     | 2     | 3     | 4     |
| 14    | 5     | 6     | 7     | 8     | 9     | 10    | 11    |
| 15    | 12    | 13    | 14    | 15    | 16    | 17    | 18    |
| 16    | 19    | 20    | 21    | 22    | 23    | 24    | 25    |
| 17    | 26    | 27    | 28    | 29    | 30    |       |       |

| Mai | Mai | Mai | Mai | Mai | Mai | Mai | Mai |
| Kw  | Mo  | Di  | Mi  | Do  | Fr  | Sa  | So  |
| --- | --- | --- | --- | --- | --- | --- | --- |
| 17  |     |     |     |     |     | 1   | 2   |
| 18  | 3   | 4   | 5   | 6   | 7   | 8   | 9   |
| 19  | 10  | 11  | 12  | 13  | 14  | 15  | 16  |
| 20  | 17  | 18  | 19  | 20  | 21  | 22  | 23  |
| 21  | 24  | 25  | 26  | 27  | 28  | 29  | 30  |
| 22  | 31  |     |     |     |     |     |     |

| Juni | Juni | Juni | Juni | Juni | Juni | Juni | Juni |
| Kw   | Mo   | Di   | Mi   | Do   | Fr   | Sa   | So   |
| ---- | ---- | ---- | ---- | ---- | ---- | ---- | ---- |
| 22   |      | 1    | 2    | 3    | 4    | 5    | 6    |
| 23   | 7    | 8    | 9    | 10   | 11   | 12   | 13   |
| 24   | 14   | 15   | 16   | 17   | 18   | 19   | 20   |
| 25   | 21   | 22   | 23   | 24   | 25   | 26   | 27   |
| 26   | 28   | 29   | 30   |      |      |      |      |

| Juli | Juli | Juli | Juli | Juli | Juli | Juli | Juli |
| Kw   | Mo   | Di   | Mi   | Do   | Fr   | Sa   | So   |
| ---- | ---- | ---- | ---- | ---- | ---- | ---- | ---- |
| 26   |      |      |      | 1    | 2    | 3    | 4    |
| 27   | 5    | 6    | 7    | 8    | 9    | 10   | 11   |
| 28   | 12   | 13   | 14   | 15   | 16   | 17   | 18   |
| 29   | 19   | 20   | 21   | 22   | 23   | 24   | 25   |
| 30   | 26   | 27   | 28   | 29   | 30   | 31   |      |

| August | August | August | August | August | August | August | August |
| Kw     | Mo     | Di     | Mi     | Do     | Fr     | Sa     | So     |
| ------ | ------ | ------ | ------ | ------ | ------ | ------ | ------ |
| 30     |        |        |        |        |        |        | 1      |
| 31     | 2      | 3      | 4      | 5      | 6      | 7      | 8      |
| 32     | 9      | 10     | 11     | 12     | 13     | 14     | 15     |
| 33     | 16     | 17     | 18     | 19     | 20     | 21     | 22     |
| 34     | 23     | 24     | 25     | 26     | 27     | 28     | 29     |
| 35     | 30     | 31     |        |        |        |        |        |

| September | September | September | September | September | September | September | September |
| Kw        | Mo        | Di        | Mi        | Do        | Fr        | Sa        | So        |
| --------- | --------- | --------- | --------- | --------- | --------- | --------- | --------- |
| 35        |           |           | 1         | 2         | 3         | 4         | 5         |
| 36        | 6         | 7         | 8         | 9         | 10        | 11        | 12        |
| 37        | 13        | 14        | 15        | 16        | 17        | 18        | 19        |
| 38        | 20        | 21        | 22        | 23        | 24        | 25        | 26        |
| 39        | 27        | 28        | 29        | 30        |           |           |           |

| Oktober | Oktober | Oktober | Oktober | Oktober | Oktober | Oktober | Oktober |
| Kw      | Mo      | Di      | Mi      | Do      | Fr      | Sa      | So      |
| ------- | ------- | ------- | ------- | ------- | ------- | ------- | ------- |
| 39      |         |         |         |         | 1       | 2       | 3       |
| 40      | 4       | 5       | 6       | 7       | 8       | 9       | 10      |
| 41      | 11      | 12      | 13      | 14      | 15      | 16      | 17      |
| 42      | 18      | 19      | 20      | 21      | 22      | 23      | 24      |
| 43      | 25      | 26      | 27      | 28      | 29      | 30      | 31      |

| November | November | November | November | November | November | November | November |
| Kw       | Mo       | Di       | Mi       | Do       | Fr       | Sa       | So       |
| -------- | -------- | -------- | -------- | -------- | -------- | -------- | -------- |
| 44       | 1        | 2        | 3        | 4        | 5        | 6        | 7        |
| 45       | 8        | 9        | 10       | 11       | 12       | 13       | 14       |
| 46       | 15       | 16       | 17       | 18       | 19       | 20       | 21       |
| 47       | 22       | 23       | 24       | 25       | 26       | 27       | 28       |
| 48       | 29       | 30       |          |          |          |          |          |

| Dezember | Dezember | Dezember | Dezember | Dezember | Dezember | Dezember | Dezember |
| Kw       | Mo       | Di       | Mi       | Do       | Fr       | Sa       | So       |
| -------- | -------- | -------- | -------- | -------- | -------- | -------- | -------- |
| 48       |          |          | 1        | 2        | 3        | 4        | 5        |
| 49       | 6        | 7        | 8        | 9        | 10       | 11       | 12       |
| 50       | 13       | 14       | 15       | 16       | 17       | 18       | 19       |
| 51       | 20       | 21       | 22       | 23       | 24       | 25       | 26       |
| 52       | 27       | 28       | 29       | 30       | 31       |          |          |

## Ereignisse

### Politik und Weltgeschehen

#### Deutscher Bund
- 23. März: Der Burschenschafter Karl Ludwig Sand tötet in Mannheim den Autor und russischen Generalkonsul August von Kotzebue, weil er ihn als Feind der Einheit Deutschlands ansieht. Das ist der Höhepunkt der Breslauer Turnfehde, der schließlich zu den Karlsbader Beschlüssen und zur Turnsperre führt.
- 1. Juli: Der Idsteiner Apotheker Karl Löning, welcher in Verbindung mit den „Gießener Schwarzen“, einer radikalen Burschenschaft, steht, verübt in Bad Schwalbach ein Attentat auf den liberalen nassauischen Regierungspräsidenten Carl Friedrich Emil von Ibell, das jedoch misslingt. Da von Ibells Auffassungen liberal und freiheitlich geprägt sind, ist vermutlich Antisemitismus einer der Gründe für die Nachahmungstat, denn von Ibell ist ein Befürworter der Jüdischen Emanzipation.

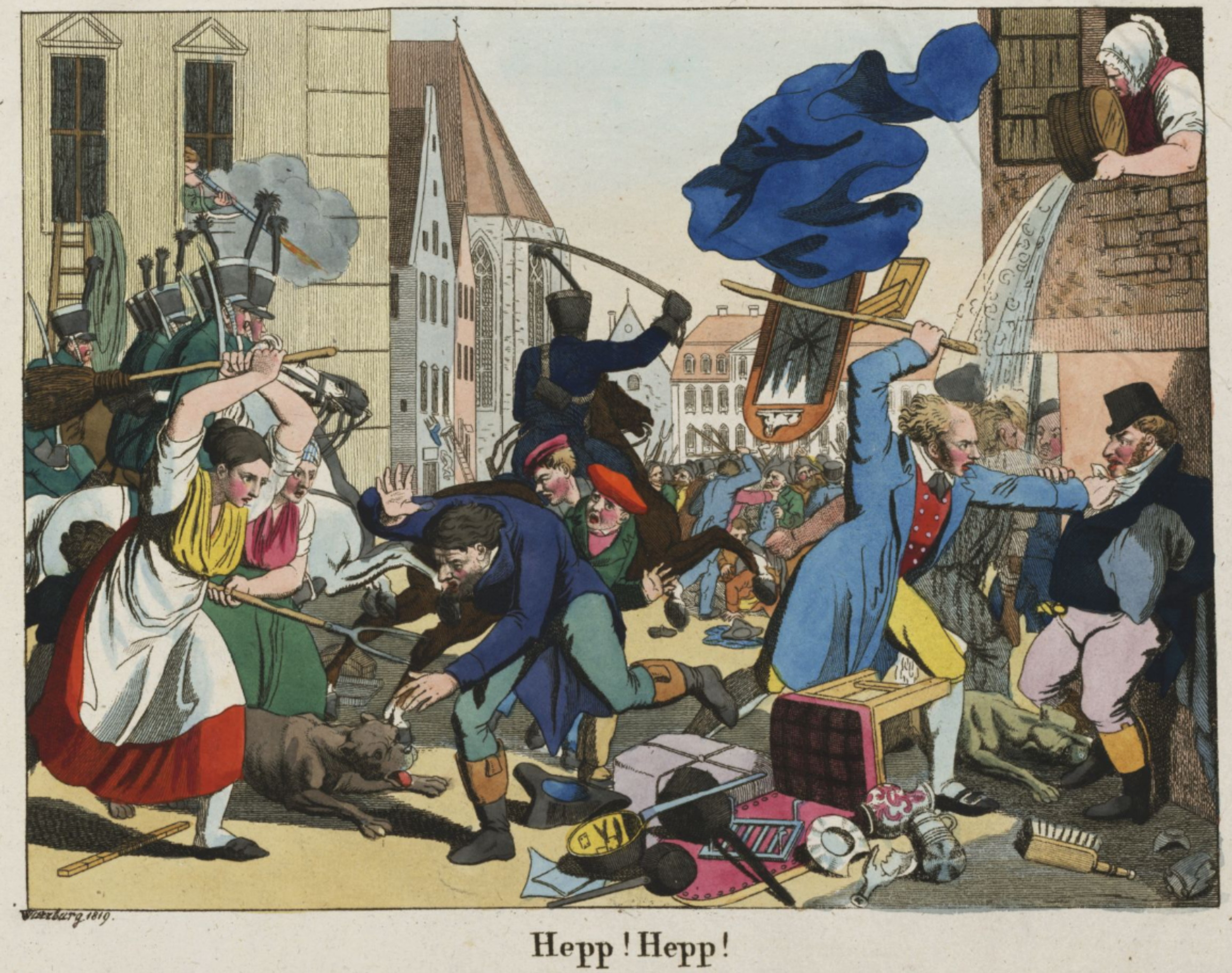
Johann Michael Voltz, Grafik der Hep-Hep-Krawalle

- 1. August: In Teplitz vereinbart der Außenminister des Kaisertums Österreich, Metternich, mit dem preußischen König Friedrich Wilhelm III. und dessen Staatskanzler Hardenberg die Teplitzer Punktation über Vorkehrungen gegen „staatsgefährdende Bestrebungen“, die Einführung von Zensur und Überwachungsmaßnahmen und die Bekämpfung des Liberalismus und Nationalismus im Deutschen Bund.
- 2. August: In Würzburg beginnen die Hep-Hep-Krawalle. Antijüdische Ausschreitungen und Gewaltakte ereignen sich in den folgenden drei Monaten in über 80 Städten und Ortschaften des Deutschen Bundes und über seine Grenzen hinaus.
- 6. August: In Karlsbad beginnt eine bis zum 31. August dauernde Ministerkonferenz zur Bekämpfung liberaler und nationaler Tendenzen in Deutschland.
- 31. August: Mit den Karlsbader Beschlüssen geht ein Ministerkongress zu Ende. Die Empfehlungen an den deutschen Bundestag sehen drastische Einschränkungen bei der Freiheit der Universitäten und der Pressefreiheit vor. Das monarchische Prinzip wird verfestigt, die Verfolgung von Demagogen angestrebt.
- 20. September: Der Bundestag in Frankfurt am Main billigt in einem Eilverfahren die Karlsbader Beschlüsse. Mit vier Gesetzen, der Exekutionsordnung, dem Universitätsgesetz, dem Preßgesetz und dem Untersuchungsgesetz bewirken sie das Verbot der öffentlichen schriftlichen Meinungsfreiheit und der Burschenschaften, die Überwachung der Universitäten, die Schließung der Turnplätze, die Zensur der Presse sowie Entlassung und Berufsverbot für liberal und national gesinnte Professoren, die ihre Einstellung ihren Schülern vermitteln. Insbesondere das Pressegesetz ver- oder behindert die Verbreitung von „aufrührerischen“ Konzepten, Ideen und Gedanken.
- 25. September: Württemberg erhält eine Verfassung.
- 7. Dezember: Hannover erhält eine Verfassung.

#### Großbritannien

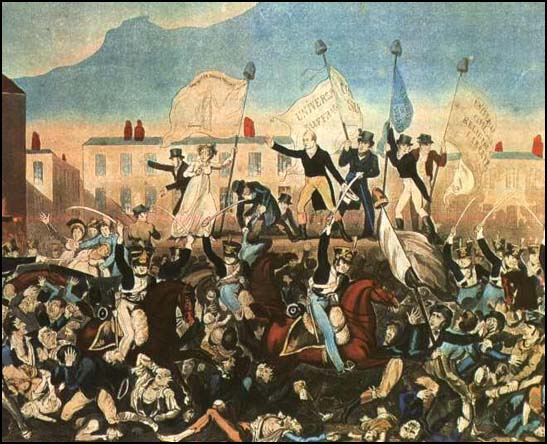
Druck des Peterloo-Massakers, veröffentlicht von Richard Carlile

- 16. August: Beim Peterloo-Massaker, einer Kavallerieattacke auf eine Protestkundgebung gegen die Corn Laws auf dem St. Peter’s Field bei Manchester, werden elf Personen getötet und über 400 verletzt.

#### Südamerika

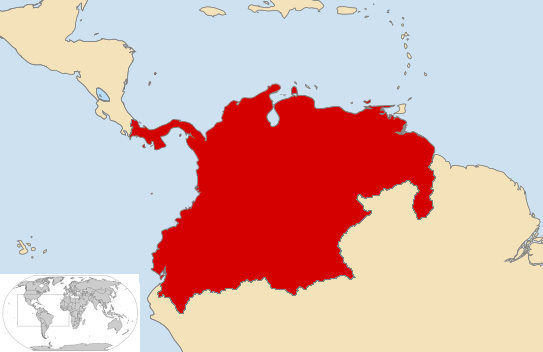
Großkolumbien

- 15. Februar: Beginn des Kongresses von Angostura: Die früheren spanischen Besitzungen Venezuela und Kolumbien vereinigen sich zu Großkolumbien, Simón Bolívar wird Präsident des Staatenbundes.
- 7. August: In der Schlacht von Boyacá besiegt Simón Bolívar die spanischen Truppen, bringt Bogotá unter seine Herrschaft und festigt damit die Unabhängigkeit Neugranadas.

#### Nordamerika

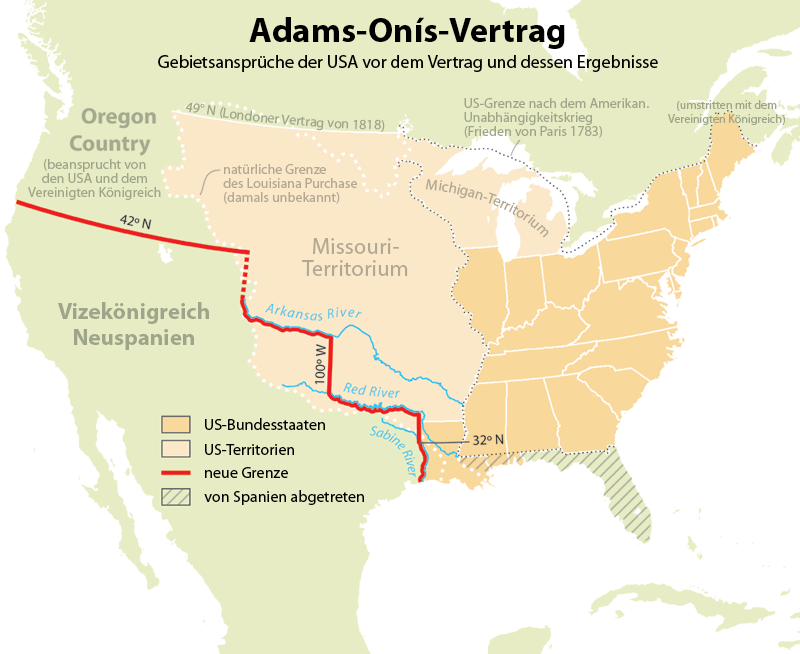
Ergebnisse des Adams-Onís-Vertrags

- 22. Februar: Mit dem von den beiden Außenministern John Quincy Adams und Luis de Onís ausgehandelten Adams-Onís-Vertrag wird die Grenze zwischen dem Vizekönigreich Neuspanien und den Vereinigten Staaten neu festgelegt; Spanien verkauft unter anderem seine Kolonien Ost- und Westflorida für 5 Millionen Dollar an die USA. Diese verzichten im Gegenzug auf Ansprüche in Texas westlich des Sabine Rivers.
- 6. März: McCulloch v. Maryland
- 24. September: Vertrag von Saginaw

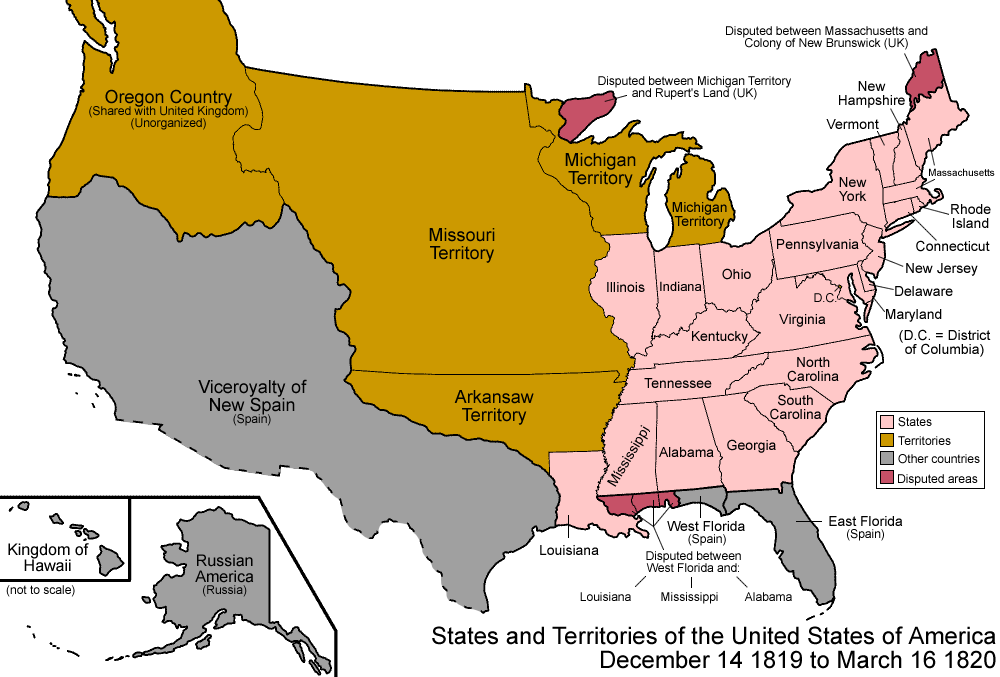
Vereinigte Staaten 1819–20

- 14. Dezember: Alabama wird 22. Bundesstaat der Vereinigten Staaten.

#### Asien
- 6. Februar: Vertrag zwischen Hussein Shah of Johor und dem Briten Stamford Raffles, der den Engländern den Besitz der Insel Singapur garantiert.

#### Antarktis
- 19. Februar: Der vom Kurs abgekommene britische Seefahrer William Smith entdeckt die in der Westantarktis gelegene Livingston-Insel. Da er Unglauben erntet, kehrt er im Oktober in die Region zurück und wird vollends Entdecker der subarktischen Südlichen Shetlandinseln.

### Wirtschaft
- 29. Januar: Sir Thomas Stamford Raffles gründet im Fischerdorf Singapur Hafen und Niederlassung für die Britische Ostindien-Kompanie.
- 4. Oktober: Die Erste österreichische Spar-Casse nimmt, abgesichert durch einen von Pfarrer Johann Baptist Weber ins Leben gerufenen Verein, in Wien erste Spareinlagen entgegen.
- Die Bank of Upper Canada wird gegründet.
- Gründung des ersten Seebades in Schleswig-Holstein in der Gemeinde Wyk auf Föhr (Nordfriesland)

### Wissenschaft und Technik
- 20. Januar: In Frankfurt am Main wird unter maßgeblichem Einfluss des Reichsfreiherrn Heinrich Friedrich Karl vom Stein die wissenschaftliche Gesellschaft für Deutschlands ältere Geschichtskunde gegründet. Sie ediert in den Folgejahren die Monumenta Germaniae Historica.
- 25. Januar: Thomas Jefferson gründet die University of Virginia.
- 8. Februar: Dem Pädagogischen Institut in der russischen Hauptstadt Sankt Petersburg wird der Status einer Hochschule verliehen. Aus ihr wird im Zeitablauf die Staatliche Universität Sankt Petersburg.
- 7. Juli: Die erste professionelle Ballonfahrerin Sophie Blanchard kommt bei einem Ballon-Unglück ums Leben.
- Pierre-Louis Dulong und Alexis Thérèse Petit stellen ihr Gesetz über die spezifische Wärmekapazität fester Körper auf.
- David Brewster veröffentlicht seine Erfindung des Kaleidoskops (Treatise on the caleidoscope Edinburgh).
- Erfindung der Sirene durch Charles Cagniard de la Tour

Die Welt als Wille und Vorstellung: Titelblatt des Erstdruckes

- Arthur Schopenhauer: Die Welt als Wille und Vorstellung.

### Kultur

#### Bildende Kunst
- 19. November: In Madrid wird das von König Ferdinand VII. nach dem Vorbild des Pariser Louvre geschaffene Museo Real de Pintura y Escultura (Königliches Museum für Malerei und Bildhauerei), das spätere Museo del Prado, eingeweiht.
- 8. Dezember: Der preußische König Friedrich Wilhelm III. gründet die Gipsformerei in Berlin.

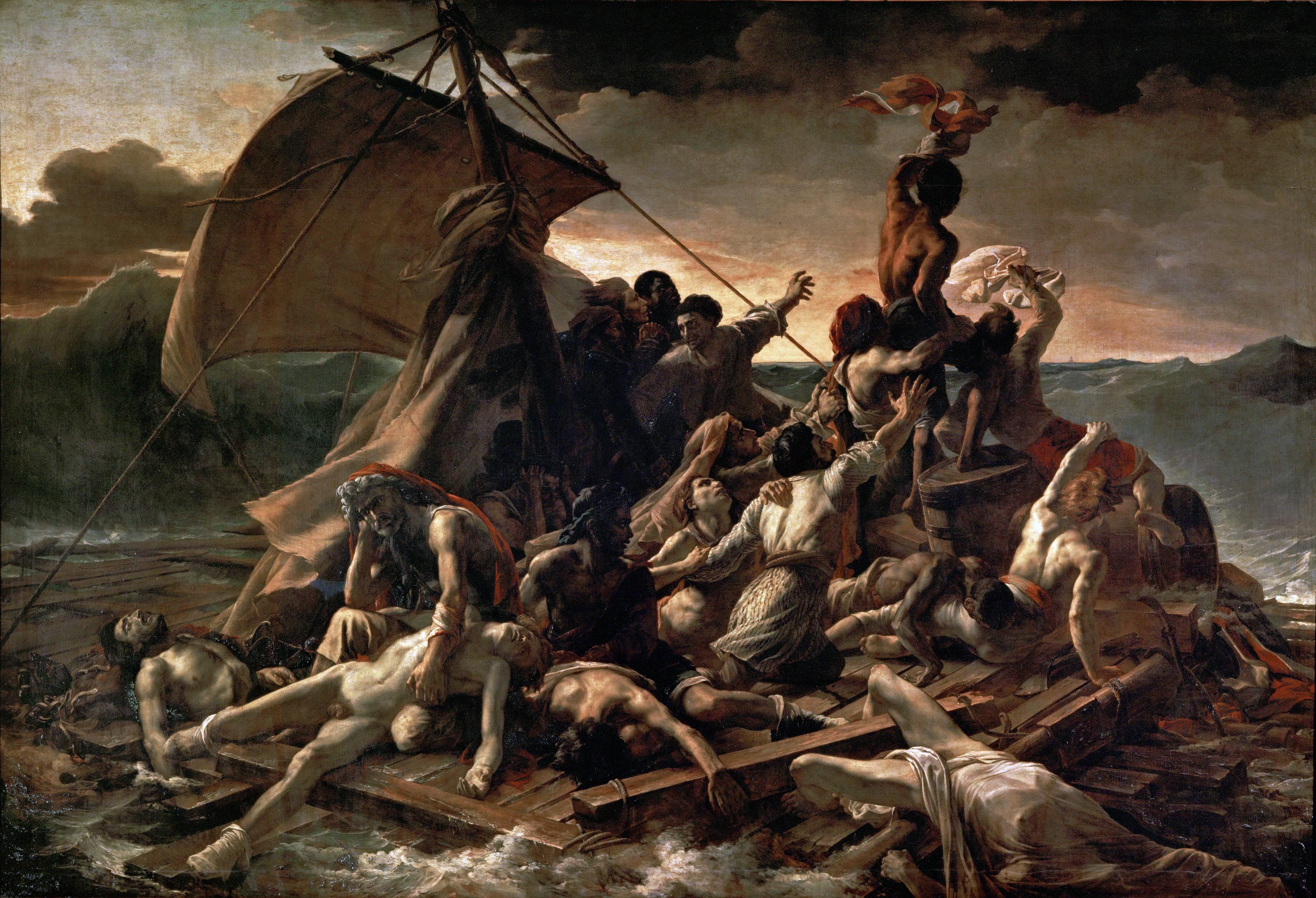
Das Floß der Medusa, Öl auf Leinwand

- Théodore Géricault vollendet in Öl auf Leinwand das Gemälde Das Floß der Medusa, in dem er das Schicksal der französischen Fregatte Méduse im Jahr 1816 behandelt.

#### Literatur

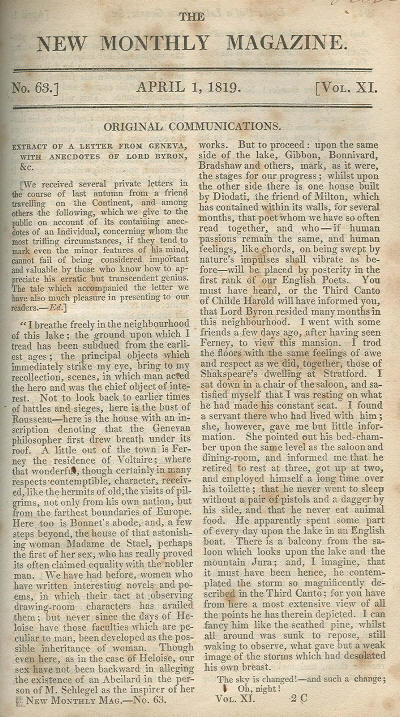
The Vampyre im New Monthly Magazine vom 1. April 1819

#### Musik und Theater
- 27. März: Die Oper Ermione von Gioachino Rossini mit einem Libretto von Andrea Leone Tottola nach Jean Racines Andromache von 1667 hat ihre Uraufführung am 27. März am Teatro San Carlo in Neapel. Es singen unter anderem Isabella Colbran, Rosmunda Pisaroni und Giovanni David. Trotz der erstrangigen Besetzung wird die Aufführung vom Publikum gleichgültig aufgenommen und das Werk wird zu Rossinis Lebzeiten nicht mehr aufgeführt.
- 24. April: Die Oper Eduardo e Cristina von Gioachino Rossini mit einem ursprünglich für eine Oper von Stefano Pavesi geschaffenen Libretto von Giovanni Schmidt, das für Rossini von Andrea Leone Tottola und Gherardo Bevilacqua-Aldobrandini überarbeitet wurde, hat ihre gefeierte Uraufführung am Teatro San Benedetto in Venedig.
- 24. September oder 24. Oktober: Die Oper La donna del lago von Gioacchino Rossini hat ihre Uraufführung am Teatro San Carlo in Neapel. Das Libretto verfasste Andrea Leone Tottola nach dem 1810 erschienenen narrativen Gedicht The Lady of the Lake von Walter Scott. Isabella Colbran singt die Titelrolle. Die Premiere ist kein großer Erfolg, doch die späteren Aufführungen werden besser aufgenommen.
- 26. Dezember: Die Uraufführung der Oper Bianca e Falliero ossia Il consiglio dei tre (Bianca und Falliero oder Der Rat der drei) von Gioacchino Rossini findet am Teatro alla Scala di Milano in Mailand statt.
- Carl Maria von Weber komponiert das Rondo für Klavier solo Aufforderung zum Tanz.

### Gesellschaft
- Robert Stewart, 2. Marquess of Londonderry, gründet in London den Travellers Club, einen Gentlemen’s Club für Herren, die sich mindestens einmal im Ausland und dabei mindestens 500 Meilen Luftlinie von London aufgehalten haben.

### Natur und Umwelt
- 13. Oktober: In Pohlitz bei Gera in Thüringen geht gegen 8 Uhr ein Meteorit nieder. Gewicht 3 kg

## Geboren

### Januar/Februar
- 01. Januar: Arthur Hugh Clough, englischer Schriftsteller († 1861)
- 01. Januar: George F. Shepley, US-amerikanischer Politiker († 1878)
- 03. Januar: Franziska Schervier, Persönlichkeit der caritativ-sozialen Bewegung († 1876)
- 03. Januar: Charles Piazzi Smyth, schottischer Astronom und Esoteriker († 1900)
- 06. Januar: Robert C. Wickliffe, US-amerikanischer Politiker († 1895)
- 08. Januar: Timothy C. Day, US-amerikanischer Politiker († 1869)
- 10. Januar: Karl Heine, Rechtsanwalt, Unternehmer und Industriepionier in Leipzig († 1888)
- 12. Januar: Joseph Crèvecoeur, französischer Komponist († 1891)
- 16. Januar: Heinrich Wilhelm Stoll, deutscher Altphilologe († 1890)
- 19. Januar: Louis Arthur von Briesen, preußischer Generalleutnant († 1896)
- 22. Januar: Morton S. Wilkinson, US-amerikanischer Politiker († 1894)
- 23. Januar: Rudolf Swoboda der Ältere, österreichischer Maler († 1859)
- 26. Januar: Amédée de Noé, französischer Karikaturist († 1879)
- 000Januar: Butrus al-Bustani, libanesischer Schriftsteller, Dozent, Herausgeber und Philologe († 1883)
- 01. Februar: Marie Baumeister, deutsche Schauspielerin († 1887)
- 01. Februar: Otto Ruppius, deutscher Schriftsteller († 1864)
- 05. Februar: August Dietrich Rische, deutscher lutherischer Pastor, Komponist und Liederdichter († 1906)
- 08. Februar: Wilhelm Jordan, deutscher Schriftsteller und Politiker († 1904)
- 08. Februar: John Ruskin, britischer Maler und Schriftsteller († 1900)
- 09. Februar: Gustav Adolph Berthold, deutscher Schriftsteller und Maler († 1894)
- 10. Februar: Albert Schwegler, deutscher Theologe, Philosoph und Historiker († 1857)
- 11. Februar: Ottilie Davida Assing, deutsche Schriftstellerin († 1884)
- 11. Februar: Samuel Parkman Tuckerman, US-amerikanischer Komponist († 1890)
- 12. Februar: Sigmund Bleibtreu, österreichischer Theaterschauspieler, Offizier und Maler († 1894)
- 14. Februar: Christopher Latham Sholes, US-amerikanischer Buchdrucker († 1890)
- 16. Februar: James K. Kelly, US-amerikanischer Politiker († 1903)
- 17. Februar: Philipp Jaffé, deutscher Mediävist und Philologe († 1870)
- 17. Februar: Joseph Merklin, deutscher Orgelbauer († 1905)

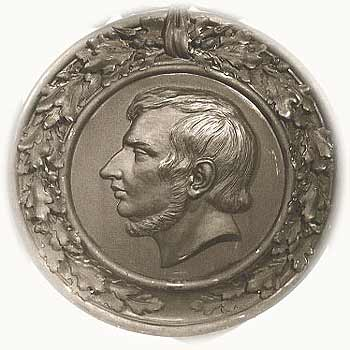
Medaillon mit dem Bildnis von Max Schneckenburger

- 17. Februar: Max Schneckenburger, deutscher Autor († 1849)
- 20. Februar: Alfred Escher, Schweizer Politiker und Eisenbahnpionier († 1882)
- 20. Februar: Ludwig Simon, deutscher Politiker († 1872)
- 22. Februar: Adolph Douai, deutsch-US-amerikanischer Journalist, Verleger und Pädagoge († 1888)
- 22. Februar: James Russell Lowell, US-amerikanischer Lyriker, Essayist und Diplomat († 1891)
- 25. Februar: Peter Friedhofen, deutscher Theologe und Ordensgründer († 1860)
- 27. Februar: Hanno Rhomberg, deutscher Genremaler († 1864)
- 28. Februar: Johann Nepomuk Bachmayr, österreichischer Jurist und Dramatiker († 1864)
- 28. Februar: Johann Ulrich Wagner, Schweizer evangelischer Geistlicher († unbekannt)

### März/April
- 01. März: Heinrich Adolf von Bardeleben, deutscher Mediziner († 1895)
- 02. März: Alois Emanuel Biedermann, Schweizer reformierter Theologe († 1885)
- 02. März: Henry Tracey Coxwell, englischer Ballonfahrer († 1900)
- 07. März: Charles Émile Blanchard, französischer Zoologe und Entomologe († 1900)
- 08. März: Preston Leslie, US-amerikanischer Politiker († 1907)
- 09. März: Frederick Smyth, US-amerikanischer Politiker († 1899)
- 11. März: Henry Tate, Gründer der Tate-Gallery († 1899)
- 12. März: Henriette Nissen-Saloman, schwedische Opernsängerin († 1879)
- 13. März: Victor Chauffour, französischer Hochschullehrer und Politiker († 1889)
- 14. März: Gustav Heerbrandt, deutsch-amerikanischer Unternehmer und Zeitungsherausgeber († 1896)
- 19. März: Theodor Harms, deutscher Theologe († 1885)
- 21. März: Bernhard Becker, Schweizer evangelischer Geistlicher und Sozialpolitiker († 1879)
- 22. März: Joseph-Jean-Louis Robert, französischer Geistlicher und römisch-katholischer Bischof von Marseille († 1900)
- 22. März: William Wirt Adams, US-amerikanischer Brigadegeneral des konföderierten Heeres im Amerikanischen Bürgerkrieg († 1888)
- 24. März: Friedrich Theodor von Frerichs, deutscher Arzt und Internist († 1885)
- 25. März: Venceslaus Ulricus Hammershaimb, färöischer Pfarrer und Philologe († 1909)
- 26. März: George, 2. Duke of Cambridge, britischer Feldmarschall († 1904)
- 26. März: Louise Otto-Peters, deutsche Schriftstellerin († 1895)
- 28. März: Joseph Bazalgette, Tiefbauingenieur († 1891)
- 29. März: Isaac Mayer Wise, US-amerikanischer Rabbiner († 1900)

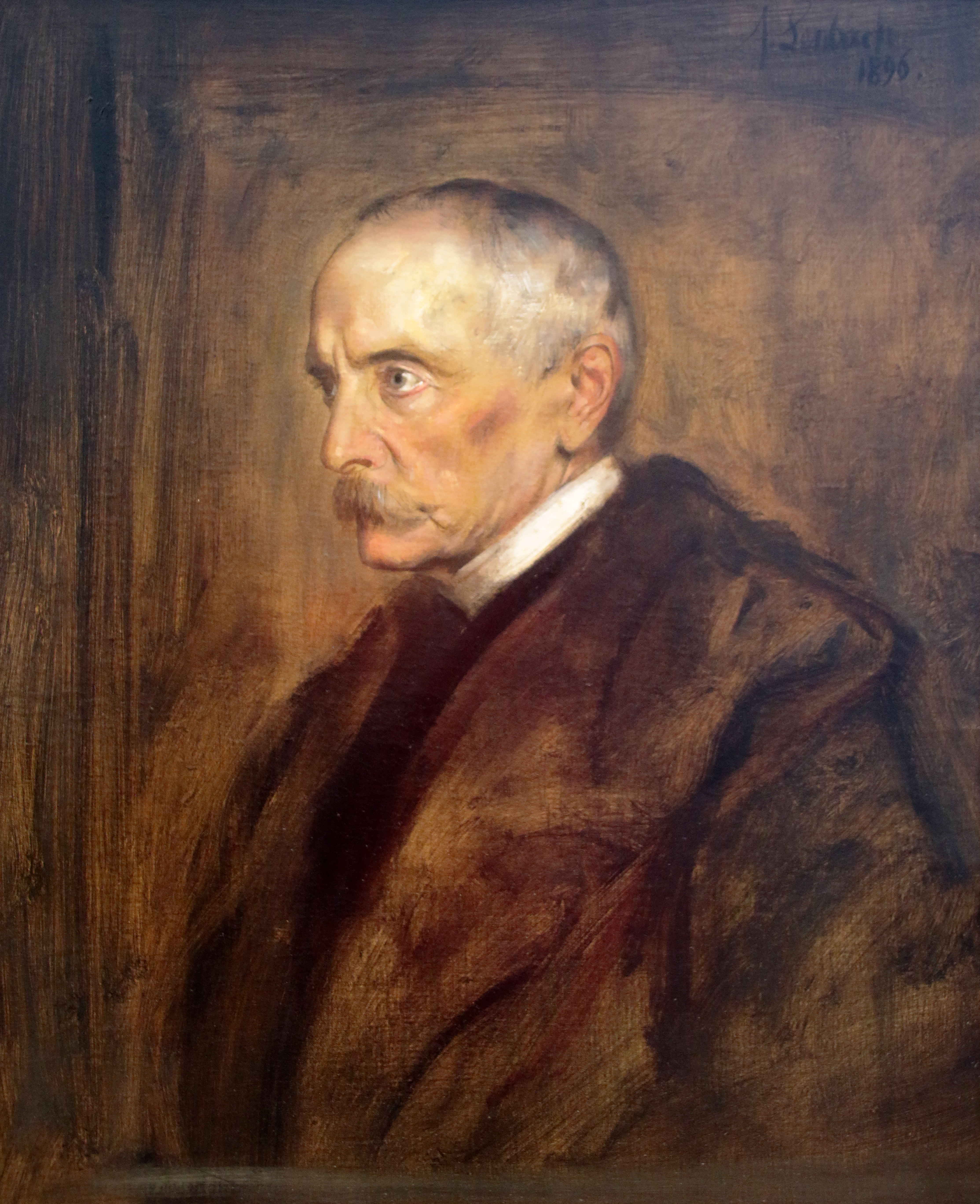
Chlodwig zu Hohenlohe-Schillingsfürst, 1896

- 31. März: Chlodwig zu Hohenlohe-Schillingsfürst, deutscher Staatsmann († 1901)
- 02. April: Édouard Dubufe, französischer Maler († 1883)
- 03. April: Jean Louis Borel, französischer General († 1884)
- 04. April: Félix Lambrecht, französischer Politiker († 1871)
- 04. April: Maria II., portugiesische Königin († 1853)
- 05. April: Hermann Graf von Görtz-Wrisberg, Jurist, Finanzfachmann, braunschweigischer Staatsminister († 1889)
- 07. April: Wilhelm Adolph Haußner, Arzt und Stadtverordneter in Pirna († 1849)
- 08. April: George Coppin, australischer Schauspieler, Theaterunternehmer und Politiker († 1906)
- 11. April: Charles Hallé, Pianist und Dirigent († 1895)
- 13. April: Georg Eberlein, Baumeister und Maler († 1884)
- 16. April: Gustave Chouquet, französischer Musikwissenschaftler († 1886)
- 18. April: Carlos Manuel de Céspedes, Gründer der kubanischen Nation († 1874)
- 18. April: Johann Albert Romedi, Schweizer Politiker († 1876)
- 18. April: Franz von Suppè, österreichischer Komponist und Autor († 1895)
- 19. April: Johann Jakob Stadler, Schweizer Landschaftsmaler († 1855)
- 23. April: Edward Stafford, Premierminister von Neuseeland († 1901)
- 24. April: Klaus Groth, deutscher Dichter und Schriftsteller († 1899)
- 25. April: Moritz von Aberle, deutscher Theologe († 1875)
- 28. April: Ezra Abbot, US-amerikanischer Theologe, Bibelkritiker und Hochschullehrer († 1884)
- 28. April: Ferdinand Henry, preußischer Militärbeamter († 1891)

### Mai/Juni
- 02. Mai: Gustav Eduard Becker, deutscher Uhrmacher und Begründer der Uhrenmarke Gustav Becker († 1885)
- 04. Mai: Jean-Baptiste Campenon, französischer General und Kriegsminister († 1891)
- 05. Mai: Stanisław Moniuszko, polnischer Komponist († 1872)
- 06. Mai: Johann Baptist Arbinger, deutscher Politiker († 1890)
- 07. Mai: Otto Wilhelm von Struve, deutschstämmiger Astronom († 1905)
- 07. Mai: August von Werder, deutscher Orgelbauer († 1882)
- 08. Mai: Christian Heinrich Tramm, deutscher Architekt († 1861)
- 15. Mai: Nicola De Giosa, italienischer Komponist und Dirigent († 1885)
- 17. Mai: Heinrich von Abendroth, sächsischer Generalleutnant und Militärschriftsteller († 1880)
- 18. Mai: Julius Hopp deutscher Komponist, Librettist, Arrangeur und Übersetzer († 1885)
- 18. Mai: Silas Woodson, US-amerikanischer Politiker († 1896)
- 19. Mai: Nikolai Wladimirowitsch Adlerberg, russischer Graf, Staatsrat, Hofkammerherr, Gouverneur von Taganrog, Simferopol und Verwalter von Finnland († 1892)
- 22. Mai: Richard Lee Turberville Beale, Politiker, Jurist und Brigadegeneral der Konföderierten († 1893)
- 23. Mai: Robert Latane Montague, US-amerikanischer Politiker und Jurist († 1880)
- 23. Mai: Tycho Mommsen, deutscher Altphilologe und Gymnasialdirektor († 1900)

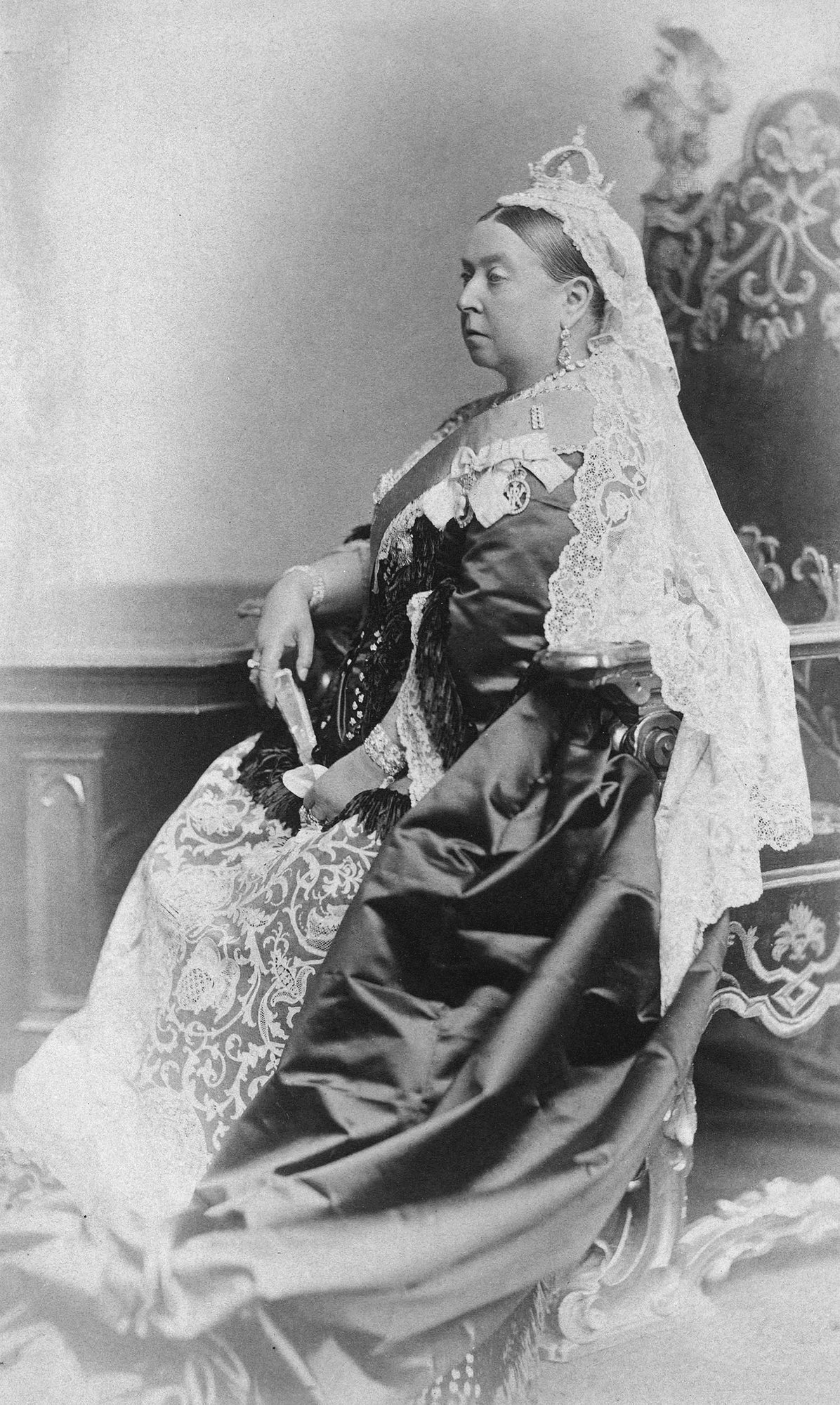
Queen Victoria, 1887

- 24. Mai: Victoria, Königin von Großbritannien († 1901)
- 27. Mai: Georg V. (Hannover), letzter Monarch des Königreichs Hannover († 1878)
- 30. Mai: Amalie Buchheim, erste deutsche Museumsleiterin († 1902)
- 30. Mai: Constant Fornerod, Schweizer Politiker († 1899)
- 31. Mai: Walt Whitman, US-amerikanischer Dichter († 1892)
- 31. Mai: William Worrall Mayo, englischer Arzt und Chemiker († 1911)
- 01. Juni: Franz V., Herzog von Modena († 1875)
- 03. Juni: Anton Maria Anderledy, Schweizer Jesuit († 1892)
- 03. Juni: Johan Barthold Jongkind, niederländischer Maler († 1891)
- 05. Juni: John Couch Adams, britischer Mathematiker († 1892)
- 06. Juni: Ernst Wilhelm von Brücke, deutscher Physiologe († 1892)
- 10. Juni: Gustave Courbet, französischer Maler († 1877)
- 17. Juni: Albert Dulk, deutscher Freidenker († 1884)
- 17. Juni: Rudolf Voltolini, deutscher Mediziner und HNO-Arzt († 1889)

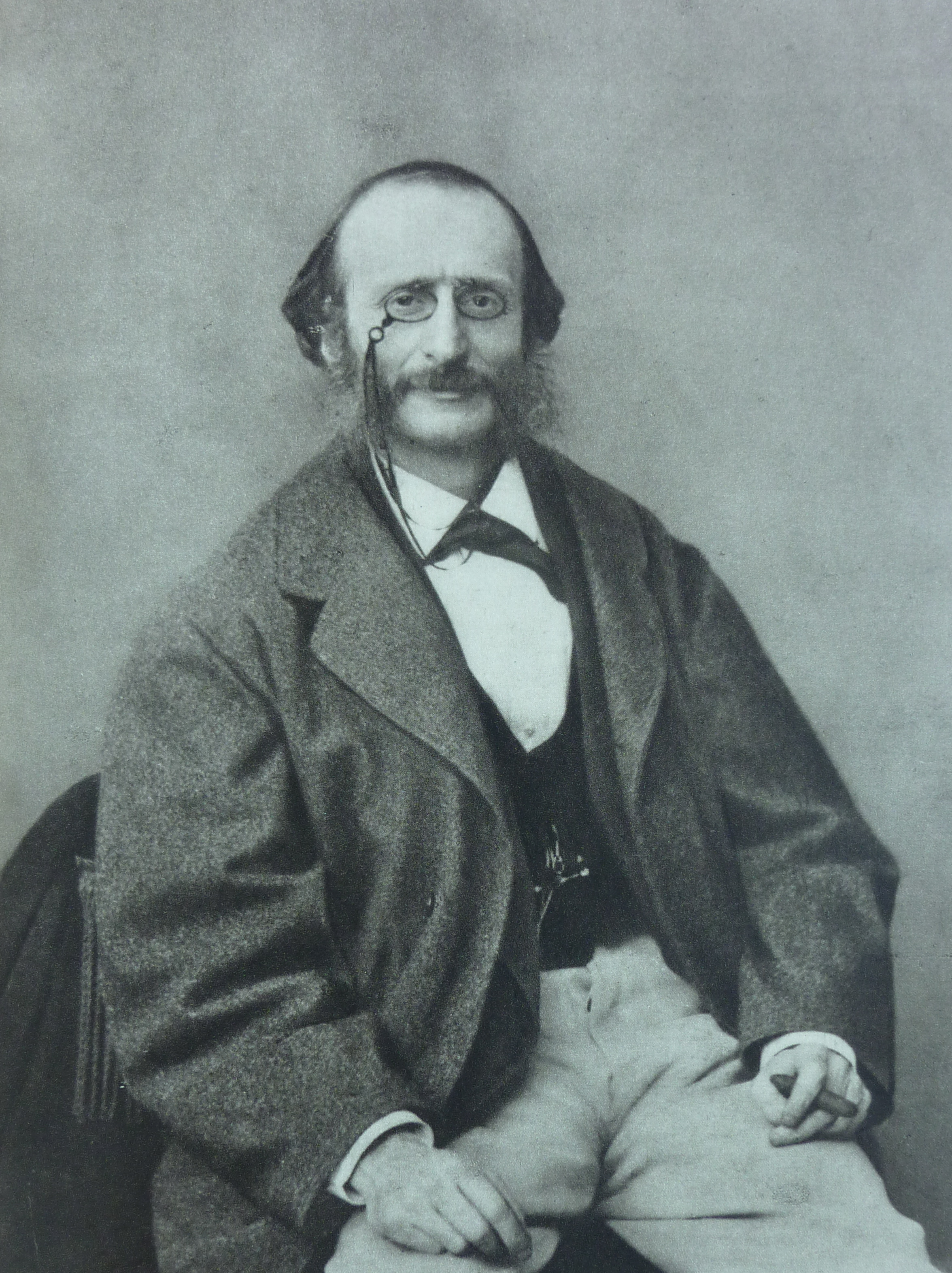
Jacques Offenbach

- 20. Juni: Jacques Offenbach, deutsch-französischer Komponist († 1880)
- 22. Juni: August Wöhler, deutscher Ingenieur († 1914)
- 26. Juni: Juana Paula Manso de Noronha, argentinische Schriftstellerin, Feministin, Komponistin, Pädagogin und Journalistin († 1875)
- 26. Juni: Eduard Seuffert, österreichischer Klavierbauer († 1855)
- 27. Juni: Ernst Falkbeer, österreichischer Schachmeister († 1885)

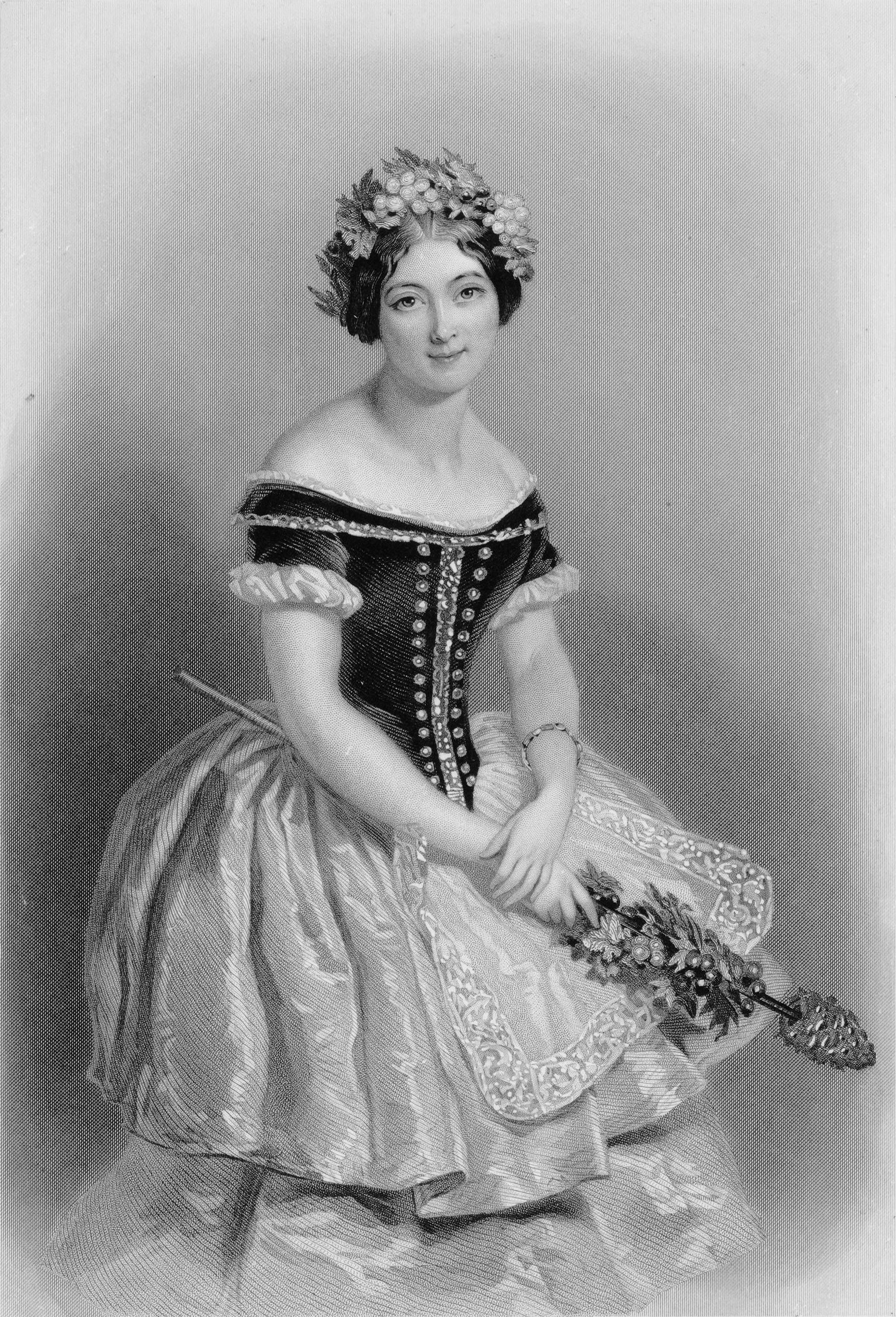
Carlotta Grisi (als Giselle 1842)

- 28. Juni: Carlotta Grisi, italienische Ballerina († 1899)
- 28. Juni: Ilja Stepanowitsch Schumow, russischer Schachmeister und Problemkomponist († 1881)
- 30. Juni: William Almon Wheeler, 19. US-Vizepräsident († 1887)

### Juli/August
- 02. Juli: Thomas Anderson, schottischer Chemiker und Mediziner († 1874)
- 02. Juli: Charles-Louis Hanon, französischer Pianist und Komponist († 1900)
- 03. Juli: Louis Théodore Gouvy, deutsch-französischer Komponist († 1898)
- 04. Juli: John Henry Gurney, englischer Bankier und Amateur-Ornithologe († 1890)
- 06. Juli: Ignaz Knoblecher, slowenischer Missionar in Afrika († 1858)
- 06. Juli: Meinrad Rahm, Schweizer Stenograph († 1847)
- 08. Juli: Karl Ploetz, deutscher Gymnasiallehrer, Fachbuch- und Schulbuchautor († 1881)
- 10. Juli: Alfred von Arneth, österreichischer Historiker († 1897)
- 12. Juli: Charles Kingsley, englischer anglikanischer Geistlicher, Theologe und Schriftsteller († 1875)
- 16. Juli: Siegfried Heinrich Aronhold, deutscher Mathematiker und Physiker († 1884)
- 19. Juli: Gottfried Keller, Schweizer Schriftsteller und Dichter († 1890)
- 20. Juli: Heinrich Bernhard Oppenheim, deutscher Liberaler, Jurist, Publizist und Philosoph († 1880)
- 21. Juli: Edouard Girardet, französischer Maler und Kupferstecher († 1880)
- 23. Juli: Alexis Dumont, deutscher Bürgermeister († 1885)
- 25. Juli: Louis Deffès, französischer Komponist und Musikpädagoge († 1900)
- 26. Juli: Justin Holland, US-amerikanischer Gitarrist, Komponist und Musikpädagoge († 1887)
- 29. Juli: Frédéric Gendre, Schweizer Jurist und Politiker († 1900)
- 01. August: Sir Augustus Charles Gregory, australischer Entdecker († 1905)

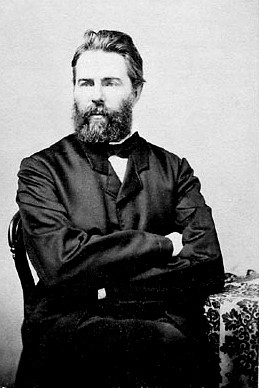
Herman Melville (1860)

- 01. August: Herman Melville, US-amerikanischer Schriftsteller, Dichter und Essayist († 1891)
- 06. August: Preston Brooks, US-amerikanischer Politiker († 1857)

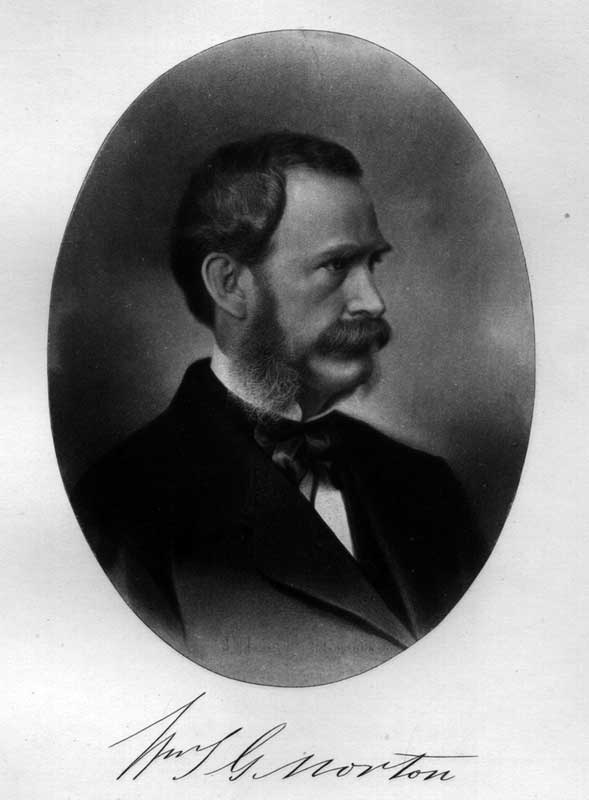
William Thomas Green Morton

- 09. August: William Thomas Green Morton, US-amerikanischer Arzt, Wegbereiter der Anästhesie († 1868)
- 11. August: Martin Johnson Heade, US-amerikanischer Maler († 1904)
- 12. August: George Hesekiel, deutscher Journalist und Schriftsteller († 1874)
- 13. August: George Gabriel Stokes, irischer Mathematiker und Physiker († 1903)
- 14. August: Antoine Alfred Agénor de Gramont, französischer Diplomat († 1880)
- 17. August: Louis Gast, Kaufmann, Ehrenbürger von Wittenberg († 1882)
- 18. August: John Durant Ashmore, US-amerikanischer Politiker († 1871)
- 19. August: Karl Lindemann-Frommel, Landschaftsmaler, Zeichner, Lithograf († 1891)
- 21. August: Wilhelm Geiler, deutscher Auktionator und Heimatdichter († 1895)
- 22. August: Johann Nepomuk Brischar, deutscher katholischer Kirchenhistoriker († 1897)
- 25. August: Allan Pinkerton, US-amerikanischer Privatdetektiv († 1884)
- 26. August: Albert von Sachsen-Coburg und Gotha, Ehemann von Königin Victoria († 1861)
- 26. August: Hinrich Johannes Rink, dänischer Geologe und Grönlandforscher († 1893)
- 29. August: Joseph E. McDonald, US-amerikanischer Politiker († 1891)

### September/Oktober
- 04. September: Adolf Pichler, österreichischer Schriftsteller und Naturwissenschaftler († 1900)
- 05. September: Hermine Schuh, deutsche Botanikerin († 1902)
- 06. September: William Starke Rosecrans, US-amerikanischer General († 1898)
- 07. September: Thomas A. Hendricks, US-amerikanischer Politiker († 1885)
- 08. September: António Maria de Fontes Pereira de Melo, portugiesischer Politiker und Staatsmann († 1887)

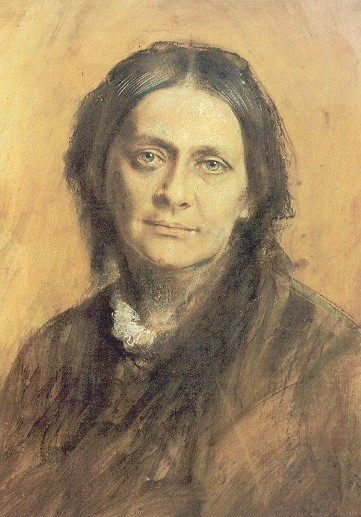
Clara Schumann, 1878/1879

- 12. September: Félix de Las Cases, französischer Geistlicher und römisch-katholischer Bischof von Constantine-Hippone († 1880)
- 13. September: Clara Schumann, deutsche Pianistin und Komponistin († 1896)
- 15. September: Jules Pasdeloup, französischer Dirigent († 1887)
- 17. September: Marthinus Wessel Pretorius, erster Präsident der Südafrikanischen Republik († 1901)
- 18. September: Peter Dickel, deutscher Orgelbauer († 1896)

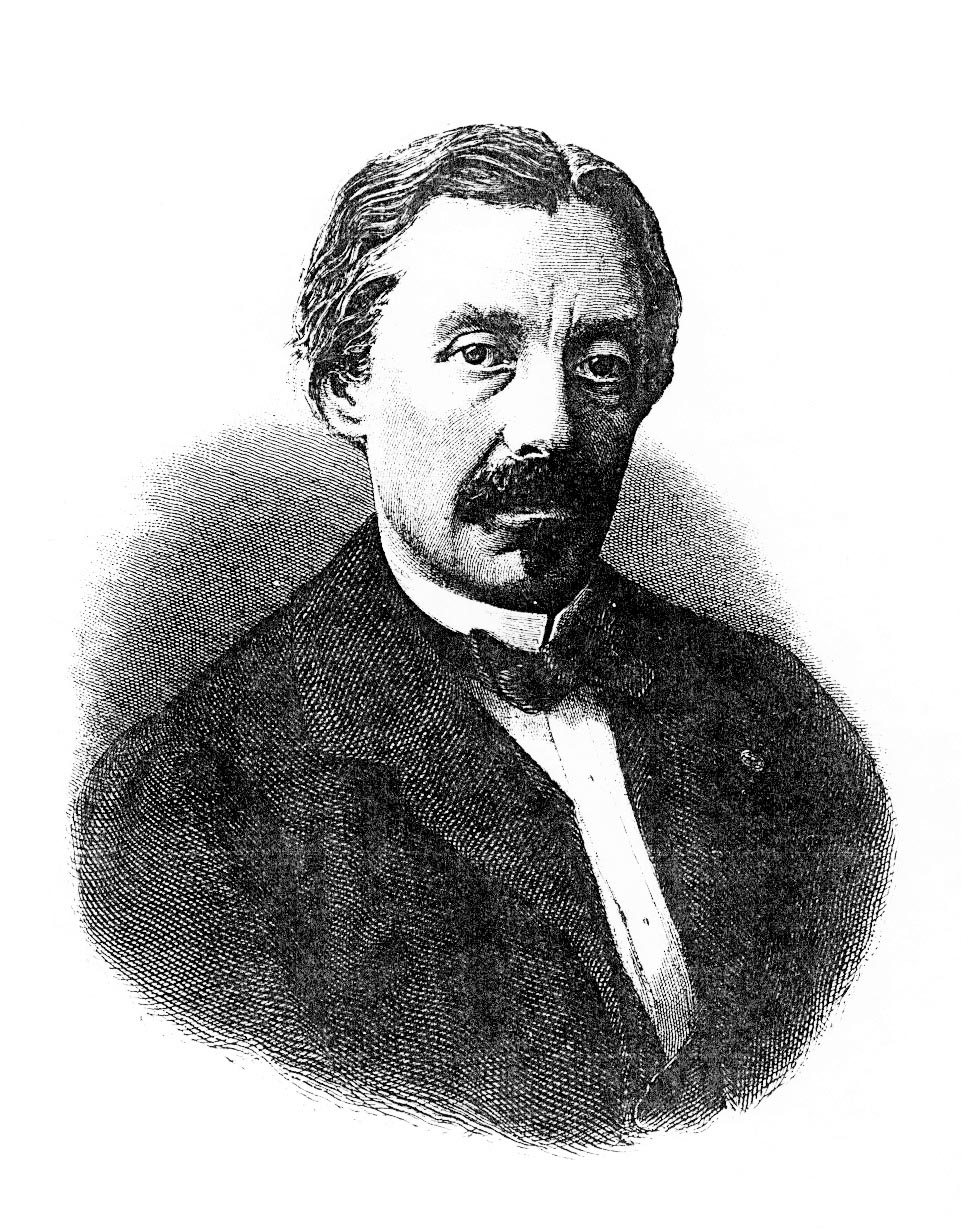
Léon Foucault

- 18. September: Léon Foucault, französischer Physiker († 1868)
- 21. September: Louise Marie Thérèse d’Artois, Herzogin von Parma († 1864)
- 21. September: Jean-Henri Duchosal, Schweizer Mediziner und Politiker († 1875)
- 21. September: Karl Enslin, Schullehrer und Dichter († 1875)
- 23. September: Armand Hippolyte Louis Fizeau, französischer Physiker († 1896)
- 23. September: Johann Rudolf Weber, Schweizer Musikpädagoge und Komponist († 1875)
- 26. September: August Boltz, deutscher Sprachkenner, Sprachpädagoge und Übersetzer († 1907)
- 28. September: Narcís Monturiol, spanischer Ingenieur und Erfinder († 1885)
- 03. Oktober: Charles-Joseph Coursol, kanadischer Politiker († 1888)
- 14. Oktober: Eugène Lachat, Schweizer römisch-katholischer Bischof († 1886)
- 14. Oktober: Samuel Beach Axtell, US-amerikanischer Politiker († 1891)
- 16. Oktober: Austin Franklin Pike, US-amerikanischer Politiker († 1886)
- 16. Oktober: Arnold Dietrich Schaefer, deutscher Historiker († 1883)
- 20. Oktober: Sayyid Ali Muhammad al-Bab (Der Bab), persischer Religionsstifter (Babismus) († 1850)
- 21. Oktober: Georg Friedrich Steinmeyer, deutscher Orgelbauer († 1901)
- 24. Oktober: Nikolai Wladimirowitsch Chanykow, russischer Forschungsreisender († 1878)
- 26. Oktober: Emma Wanda von Arbter, österreichische Schriftstellerin († 1858)
- 26. Oktober: Johannes Dielmann, deutscher Bildhauer († 1886)
- 28. Oktober: Hans Herzog, Schweizer General († 1894)
- 31. Oktober: James Ponder, US-amerikanischer Politiker († 1897)
- 31. Oktober: Alexander W. Randall, US-amerikanischer Politiker († 1872)

### November/Dezember
- 01. November: John Miller Adye, britischer General († 1900)
- 06. November: Jules Rivière, französischer Geiger, Fagottist, Dirigent und Komponist († 1900)
- 06. November: Charles C. Stockley, US-amerikanischer Politiker († 1901)
- 09. November: Annibale de Gasparis, italienischer Astronom († 1892)
- 10. November: Johann Ehrlich, deutscher Orgelbauer († 1860)
- 12. November: Daniel Sanders, deutscher Sprachforscher und Lexikograf († 1897)
- 13. November: Estanislao Figueras, spanischer Rechtsanwalt und Politiker († 1882)
- 16. November: Wilhelm Marr, deutscher Journalist († 1904)
- 18. November: Pierre Coullery, Schweizer Mediziner und Politiker († 1903)
- 19. November: Félix María del Monte, dominikanischer Rechtsanwalt, Journalist, Dramatiker und Lyriker († 1899)
- 20. November: August Mylius, deutscher Missionar († 1887)
- 21. November: Elisabeth Jerichau-Baumann, deutsch-dänische Malerin († 1881)
- 22. November: George Eliot, britische Schriftstellerin († 1880)
- 23. November: Ludwig von Hagn, deutscher Maler († 1898)
- 26. November: Christian Gotthold Engelmann, deutscher Apotheker und Chemiefabrikant († 1884)
- 27. November: Friedrich Eggers, Kunsthistoriker und Mitglied im Tunnel über der Spree († 1872)
- 01. Dezember: Philipp Krementz, deutscher Theologe, Kardinal und Erzbischof von Köln († 1899)
- 03. Dezember: Abe Masahiro, japanischer Politiker († 1857)
- 03. Dezember: Daniel Chwolson, russischer Orientalist und Altertumsforscher († 1911)
- 16. Dezember: Jaroměr Hendrich Imiš, sorbischer evangelischer Pfarrer und Kulturpolitiker († 1897)
- 19. Dezember: James Spriggs Payne, Präsident von Liberia († 1882)
- 21. Dezember: Robert Pleasant Trippe, US-amerikanischer Politiker († 1900)
- 22. Dezember: Franz Abt, deutscher Komponist und Kapellmeister († 1885)
- 23. Dezember: Carl Siegmund Franz Credé, deutscher Gynäkologe und Geburtshelfer († 1892)
- 24. Dezember: Alexander Faltin, balten-deutscher Jurist und liberaler Politiker († 1899)
- 24. Dezember: Ludwig Foglár, österreichischer Jurist und Schriftsteller († 1889)
- 26. Dezember: Hermann Blumenau, deutscher Apotheker († 1899)
- 27. Dezember: Helene Donner, deutsche Stifterin († 1909)

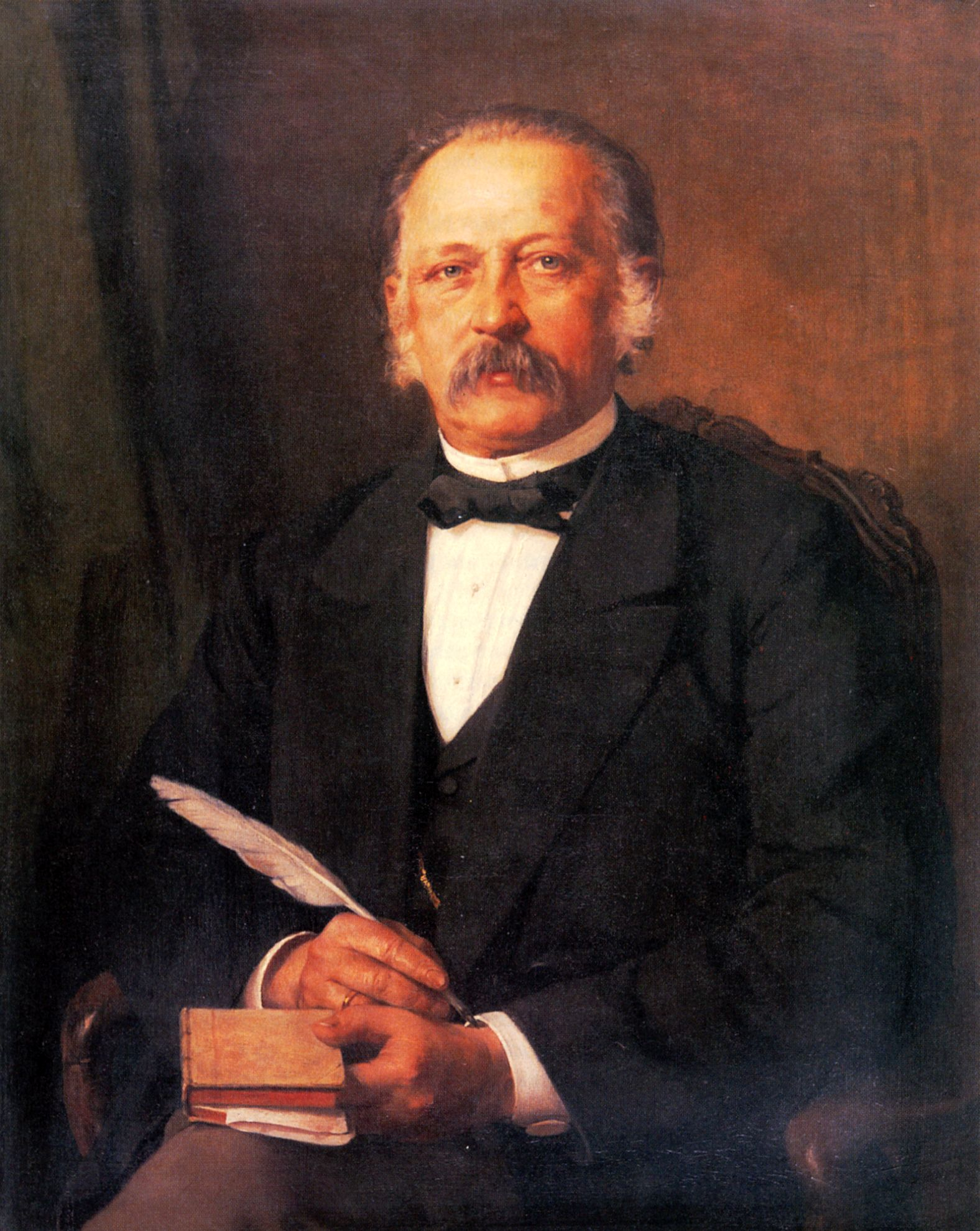
Theodor Fontane, 1883

- 30. Dezember: Theodor Fontane, deutscher Schriftsteller († 1898)
- 30. Dezember: John White Geary, US-amerikanischer Politiker († 1873)
- 30. Dezember: Ezekiel A. Straw, US-amerikanischer Politiker († 1882)

### Genaues Geburtsdatum unbekannt
- Adolphe Appian, französischer Landschaftsmaler und Radierer († 1898)
- August Assmann, deutscher Entomologe († 1898)
- Cowper Phipps Coles, britischer Ingenieur und Marineoffizier († 1870)
- Anton Leopold Herrmann, rumäniendeutscher Komponist und Kirchenmusiker († 1896)

## Gestorben

### Erstes Halbjahr
- 02. Januar: Maria Luise von Bourbon-Parma, Königin von Spanien (* 1751)
- 09. Januar: Katharina Pawlowna, Tochter des russischen Zaren (* 1788)
- 12. Januar: André Morellet, französischer Ökonom und Schriftsteller (* 1727)
- 12. Januar: Benedikte Naubert, deutsche Schriftstellerin (* 1752)
- 17. Januar: Johann Jakob Meyer, Schweizer Offizier und Politiker (* 1763)
- 18. Januar: Archibald Roane, US-amerikanischer Politiker (* 1760)

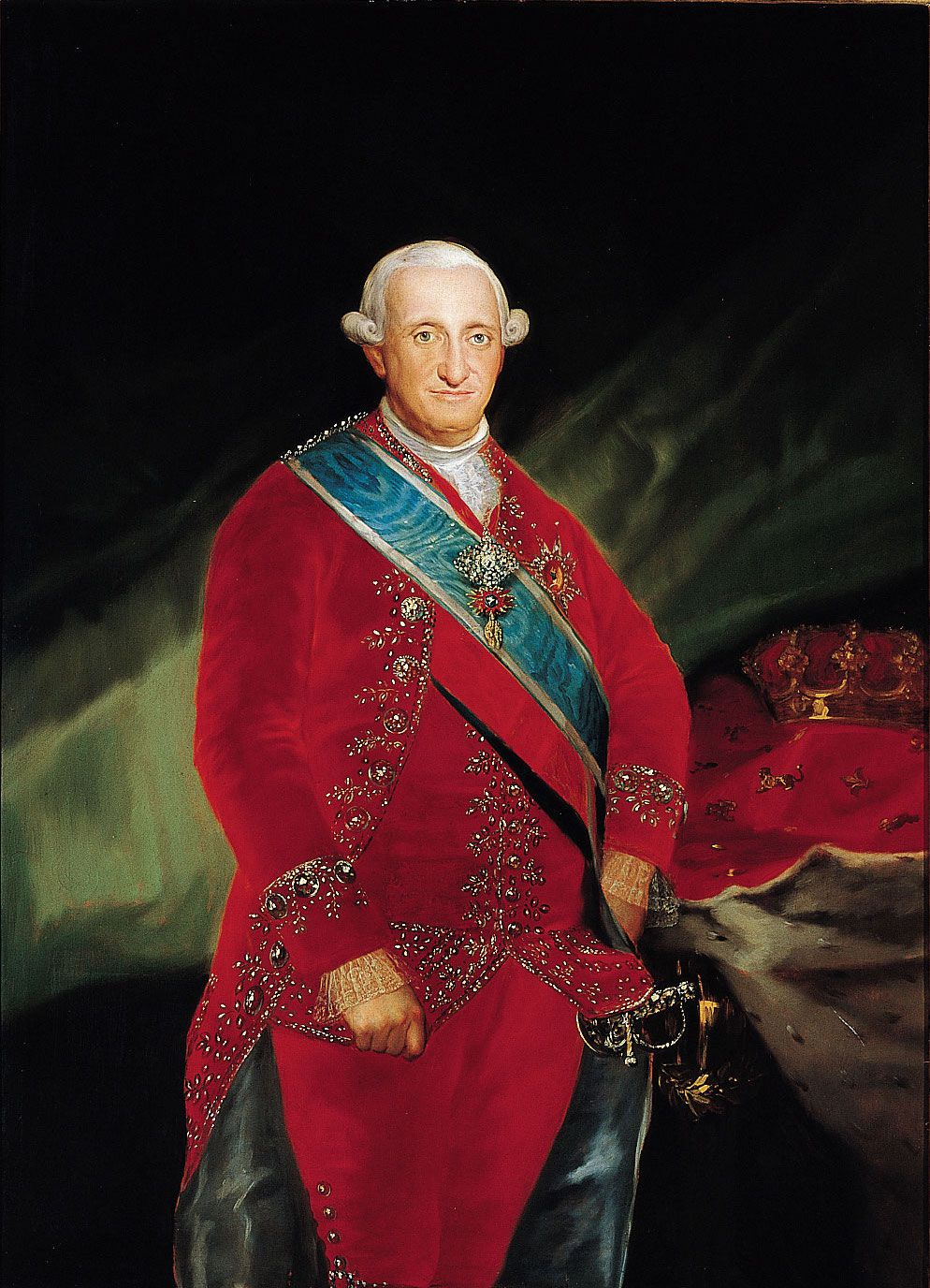
Karl IV. von Spanien

- 20. Januar: Karl IV., König von Spanien (* 1748)
- 28. Januar: Johann Karl Wezel, deutscher Dichter, Schriftsteller und Pädagoge (* 1747)
- 04. Februar: Gaspar Smit, spanischer Komponist und Organist (* 1767)
- 08. Februar: Johan David Åkerblad, schwedischer Diplomat, Paläograf und Orientalist (* 1763)
- 15. Februar: Jacob Axelsson Lindblom, schwedischer Philologe und Erzbischof von Uppsala (* 1746)
- 16. Februar: Honoré IV., Fürst von Monaco (* 1758)
- 16. Februar: Pierre-Henri de Valenciennes, französischer Maler (* 1750)
- 17. Februar: Philippe-Louis-Marc-Antoine de Noailles, französischer Politiker (* 1752)
- 20. Februar: Gottlieb Wilhelm Christian von Platen, preußischer Generalmajor (* 1765)
- 24. Februar: Johann Gottlieb Drasdo, deutscher lutherischer Theologe (* 1753)
- 25. Februar: Manuel do Nascimento, portugiesischer Lyriker und Ordensmann (* 1734)
- 01. März: Raymund Dapp, deutscher Theologe (* 1744)
- 09. März: Johann Bernhard Lippert, deutscher evangelischer Theologe und Hochschullehrer (* 1752)
- 10. März: Friedrich Heinrich Jacobi, deutscher Philosoph und Schriftsteller (* 1743)

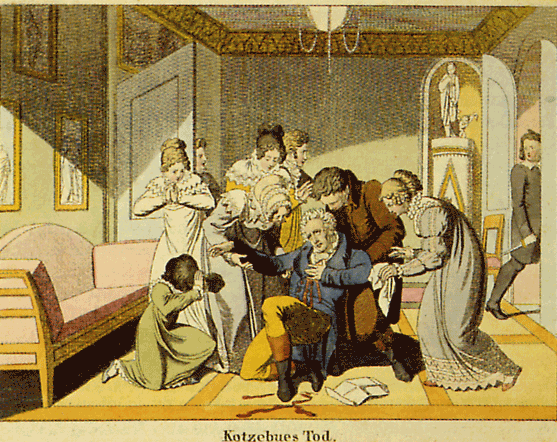
Kotzebues Tod (zeitgenössischer kolorierter Kupferstich)

- 23. März: August von Kotzebue, deutscher Dramatiker (* 1761)
- 26. März: Pierre-Maurice Glayre, Schweizer Politiker und Diplomat (* 1743)
- 15. April: Oliver Evans, US-amerikanischer Erfinder (* 1755)
- 16. April: Friedrich Valentin, deutscher Bildhauer (* 1752)
- 23. April: Alexander Contee Hanson, US-amerikanischer Politiker (* 1786)
- 02. Mai: Mary Moser, engländische Malerin des Klassizismus, Gründungsmitglied der Royal Academy of Arts (* 1744)
- 03. Mai: Ephraim Ludwig Gottfried Abt, preußischer Bergbaubeamter und schlesischer Regionalhistoriker (* 1752)
- 10. Mai: Eli P. Ashmun, US-amerikanischer Politiker (* 1770)
- 17. Mai: William Hawkins, US-amerikanischer Politiker (* 1777)
- 19. Mai: Casimiro Marcó del Pont, letzter spanischer Gouverneur von Chile (* 1777)
- 22. Mai: Jan Hendrik van Kinsbergen, niederländischer Admiral (* 1735)
- 22. Mai: Hugh Williamson, US-amerikanischer Politiker (* 1735)
- 03. Juni: Jacques Nicolas Billaud-Varenne, französischer Revolutionär (* 1756)
- 03. Juni: Manuel del Socorro Rodríguez, kolumbianischer Journalist und Bibliothekar (* 1758)
- 05. Juni: Bodawpaya, König der Konbaung-Dynastie in Birma (* 1745)
- 05. Juni: William Cornwallis, englischer Admiral, 1. Marquess Cornwallis (* 1744)
- 21. Juni: Jiří Družecký, tschechischer Oboist und Komponist (* 1745)
- 30. Juni: Ernst Ludwig Gerber, deutscher Komponist und Biograph (* 1746)

### Zweites Halbjahr
- 01. Juli: Levin Winder, US-amerikanischer Politiker (* 1757)
- 06. Juli: Sophie Blanchard, französische Ballonfahrerin (* 1778)
- 10. Juli: Henrich Becker, ostfriesischer Kunstmaler (* 1747)
- 16. Juli: Carl Ludwig Amelang, preußischer Jurist und Beamter (* 1755)
- 16. Juli: Friedrich Wilhelm Heinrich von Trebra, sächsischer Oberberghauptmann (* 1740)
- 18. Juli: Barthélemy Faujas de Saint-Fond, französischer Geologe und Vulkanologe (* 1741)
- 20. Juli: Xaver Hohenleiter, deutscher Räuber (* 1788)
- 29. Juli: Karl Friedrich Gottlob Wetzel, deutscher Schriftsteller der Romantik (* 1779)
- 14. August: Erik Acharius, schwedischer Botaniker und Arzt (* 1757)
- 15. August: Cornelius Hermann von Ayrenhoff, österreichischer Offizier, Autor (* 1733)
- 18. August: Johann Conrad Sulzer, Schweizer evangelischer Geistlicher (* 1745)
- 20. August: Louis d'Illens, Schweizer Kaufmann und Sklavenhändler (* 1749)
- 20. August: Friederike von Reitzenstein, deutsche Schriftstellerin (* 1748)
- 20. August: Daniel Tobenz, österreichischer katholischer Theologe (* 1743)
- 23. August: Oliver Hazard Perry, US-amerikanischer Marineoffizier (* 1785)

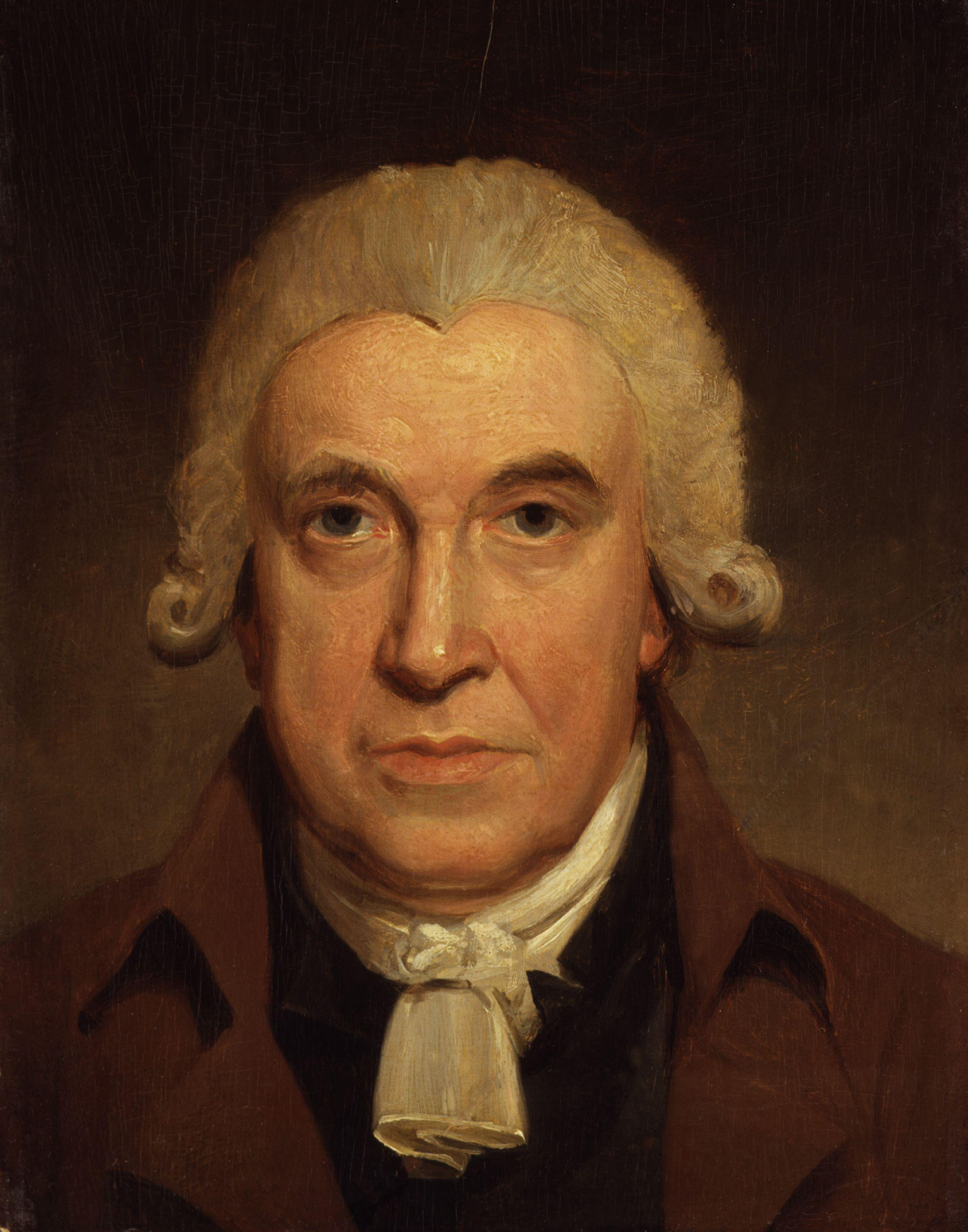
James Watt, um 1797

- 25. August: James Watt, britischer Erfinder (* 1736)
- 28. August: Charles Lennox, 4. Duke of Richmond, britischer General und Politiker (* 1764)
- 31. August: Carl von Hänlein, preußischer Politiker und Diplomat (* 1760)

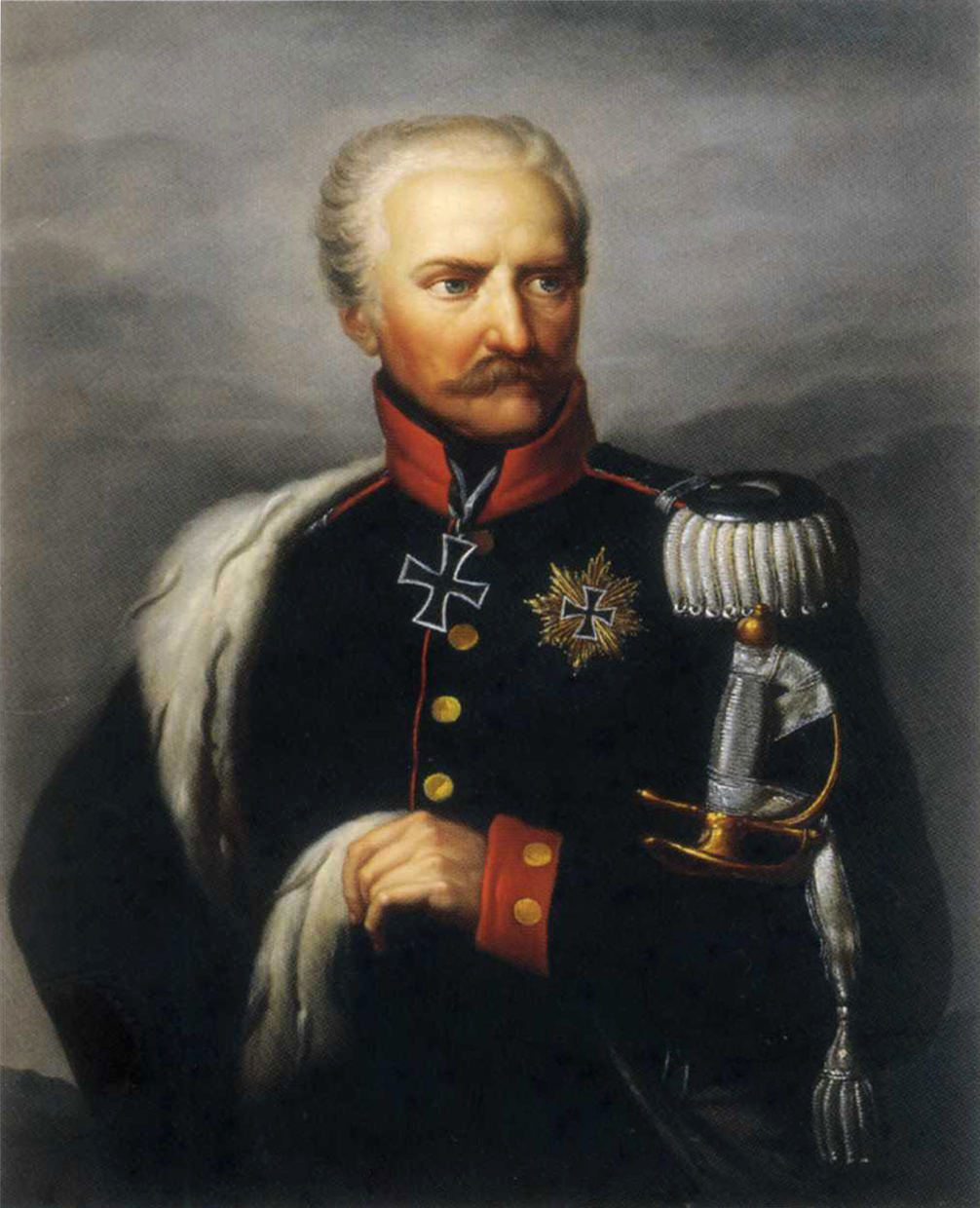
Gebhard Leberecht von Blücher

- 12. September: Gebhard Leberecht von Blücher, preußischer Generalfeldmarschall (* 1742)
- 12. September: Georg Joseph Gruber, deutscher Kaufmann, Gastwirt und Politiker (* 1773)
- 14. September: Carl Gottlieb Albrecht, deutscher Beamter (* 1751)
- 15. September: Johann Georg Edlinger, österreichischer Maler (* 1741)
- 18. September: John Langdon, US-amerikanischer Politiker (* 1741)
- 20. September: José Custódio de Faria, portugiesischer Priester (* 1756)
- 30. September: Nicolas Roze, französischer Musiklehrer und Komponist (* 1745)
- 06. Oktober: Karl Emanuel IV., König von Sardinien-Piemont und Herzog von Savoyen (* 1751)
- 06. Oktober: Johann von Klenau, österreichischer General (* 1758)
- 10. Oktober: Gottfried August Arndt, deutscher Historiker, Ethnologe und Staatswissenschaftler (* 1748)
- 18. Oktober: Franz Xaver Gewey, österreichischer Beamter, Schauspieler und Schriftsteller (* 1764)
- 24. Oktober: William Rabun, US-amerikanischer Politiker (* 1771)
- 25. Oktober: Karl Wilhelm Ferdinand Solger, Ästhetiker (* 1780)
- 27. Oktober: Joseph Carr, US-amerikanischer Musikverleger (* 1739)
- 26. Oktober: Thomas Johnson, US-amerikanischer Politiker und Richter (* 1732)
- 31. Oktober: Engelbert Arndts, westfälischer Jurist, kaiserlicher Postmeister und Beamter (* 1750)
- 03. November: Jonathan Robinson, US-amerikanischer Politiker (* 1756)
- 06. November: Jean-Jacques Dony, Lütticher Erfinder und Unternehmer (* 1759)
- 07. November: Caleb Strong, US-amerikanischer Politiker, Gouverneur von Massachusetts (* 1745)
- 09. November: Thomas Lee, US-amerikanischer Politiker (* 1745)
- 09. November: Simon Snyder, US-amerikanischer Politiker (* 1759)
- 11. November: Henry Molleston, US-amerikanischer Politiker (* 1762)
- 13. November: Johann Ludwig Ernst Morgenstern, deutscher Gemälde-Restaurator, Radierer und Maler (* 1738)
- 14. November: William Samuel Johnson, US-amerikanischer Politiker und einer der Gründerväter der USA (* 1727)
- 15. November: Daniel Rutherford, schottischer Chemiker (* 1749)
- 21. November: Johann Wilhelm Aschenberg, deutscher Pfarrer (* 1769)
- 25. November: Francisco Saavedra de Sangronis, spanischer Offizier und Politiker (* 1746)
- 05. Dezember: Friedrich Leopold zu Stolberg-Stolberg, deutscher Politiker und Dichter (* 1750)
- 19. Dezember: Henry Latimer, US-amerikanischer Politiker (* 1752)
- 21. Dezember: Jean Mathieu Philibert Sérurier, französischer Revolutionsgeneral und Marschall von Frankreich (* 1742)
- 22. Dezember: Jean-Pierre de Beaulieu, österreichischer General (* 1725)
- 24. Dezember: Patrick Magruder, US-amerikanischer Bibliothekar der Library of Congress (* 1768)
- 29. Dezember: Josepha Hofer, deutsche Opernsängerin (* um 1758)
- 31. Dezember: Anurut, König von Luang Phrabang (* 1737)

### Genaues Todesdatum unbekannt
- Alexander Arrigoni, italienischer Blumenmaler (* 1764)
- Joseph Coleman, britischer Seemann auf der Bounty (* 1749)
- William Peckover, britischer Seemann auf der Bounty (* 1748)
- Agostino Poli, italienischer Komponist und Kapellmeister (* 1739)
- George Walker, US-amerikanischer Politiker (* 1763)